# Хералич, Ариф
Ариф Хералич (сербохорв. Arif Heralić / Ариф Хералић; 5 мая 1922, Зеница — 16 июня 1971, там же) — югославский металлург, трудившийся на металлургическом комбинате Зеницы. Именно его портрет был запечатлён на ряде банкнот югославских динаров (в том числе банкноте в 20 динаров 1981 года выпуска).

## Биография
По происхождению цыган, работал на доменной печи. Фотография с улыбающимся Арифом Хераличем принесла ему известность, поскольку именно эта фотография была опубликована на банкноте 1955 года достоинством в 1000 югославских динаров. Эту фотографию сделал в конце декабря 1954 года фоторепортёр газеты «Борба» Никола Бибич для статьи о металлургическом комбинате Зеницы.
После деноминации 1965 года портрет Хералича перекочевал на банкноту достоинством в 10 динаров, известную под прозвищем «Сом» и находившуюся в обороте до середины 1980-х годов. Самого Хералича часто путают с шахтёром-ударником Алией Сиротановичем, чья фотография размещалась на банкнотах достоинством в 20 тысяч югославских динаров.
Судьба Арифа Хералича оказалась достаточно печальной: он серьёзно заболел, начал пить и скатился в нищету со своей семьёй. Он даже попытался потребовать финансовую компенсацию за то, что его изображение использовалось на банкнотах. О его жизненном пути в 1967 году был снят документальный фильм «Девальвация одной улыбки» (сербохорв. Девалвација једног осмијеха / Devalvacija jednog osmieha) Войдрага Берчича, в котором рассказывалось о том, как общество сначала эксплуатировало Хералича, а потом стало его отвергать. Фильм был впервые показан на Загребском телевидении 9 января 1968 года после выхода информационной программы «Дневник»: показ вызвал большой политический скандал. В итоге Загребское телевидение объявило показ фильма «программно-политической ошибкой», а руководитель дирекции фильмов подал в отставку. Несмотря на то, что на государственном уровне решений о запрете показа фильма не принималось, больше он в эфир не выходил.
У Арифа было 11 детей, но из них выжили только семеро. В 1961 году он ушёл на пенсию после тяжёлой болезни. Умер в полной нищете 16 июня 1971 года. О его смерти на следующий день сообщила белградская газета «Вечерние новости».